# Molophilus (Molophilus) pleurolineatus
Molophilus (Molophilus) pleurolineatus is een tweevleugelige uit de familie steltmuggen (Limoniidae). De soort komt voor in het Palearctisch gebied.